# Gouvernement d'Afrique du Sud
La République d'Afrique du Sud est une république parlementaire avec un système de gouvernement à trois niveaux et un pouvoir judiciaire indépendant, fonctionnant dans un système parlementaire. 

## Description

Budget du gouvernement national sud-africain pour 2019/20.

Le pouvoir législatif est détenu par le Parlement sud-africain. Le pouvoir exécutif appartient au président de l'Afrique du Sud, qui est chef de l'État et chef du gouvernement, et à son cabinet. Le président est élu par le Parlement pour un mandat à durée déterminée. Le gouvernement sud-africain est très différent de celui des autres pays du Commonwealth. Les niveaux de gouvernement national, provincial et local ont tous un pouvoir législatif et exécutif dans leurs propres sphères et sont définis dans la Constitution sud-africaine comme « distinctifs, interdépendants et liés entre eux ».
Les organismes nationaux et provinciaux («sphères») sont des organes consultatifs issus des chefs traditionnels sud-africains. L’intention déclarée dans la Constitution est que le pays soit dirigé par un système de gouvernance coopérative. 
Le gouvernement national est composé de trois branches interconnectées: 
- Législatif: Parlement, composé de l'Assemblée nationale et du Conseil national des provinces
- Exécutif: le président, à la fois chef de l'État et chef du gouvernement
- Judiciaire: la Cour constitutionnelle, la Cour suprême d'appel et la Haute Cour.

Tous les organes du gouvernement sud-africain sont soumis à la règle de la Constitution, qui est la loi suprême en Afrique du Sud.

## Législatif

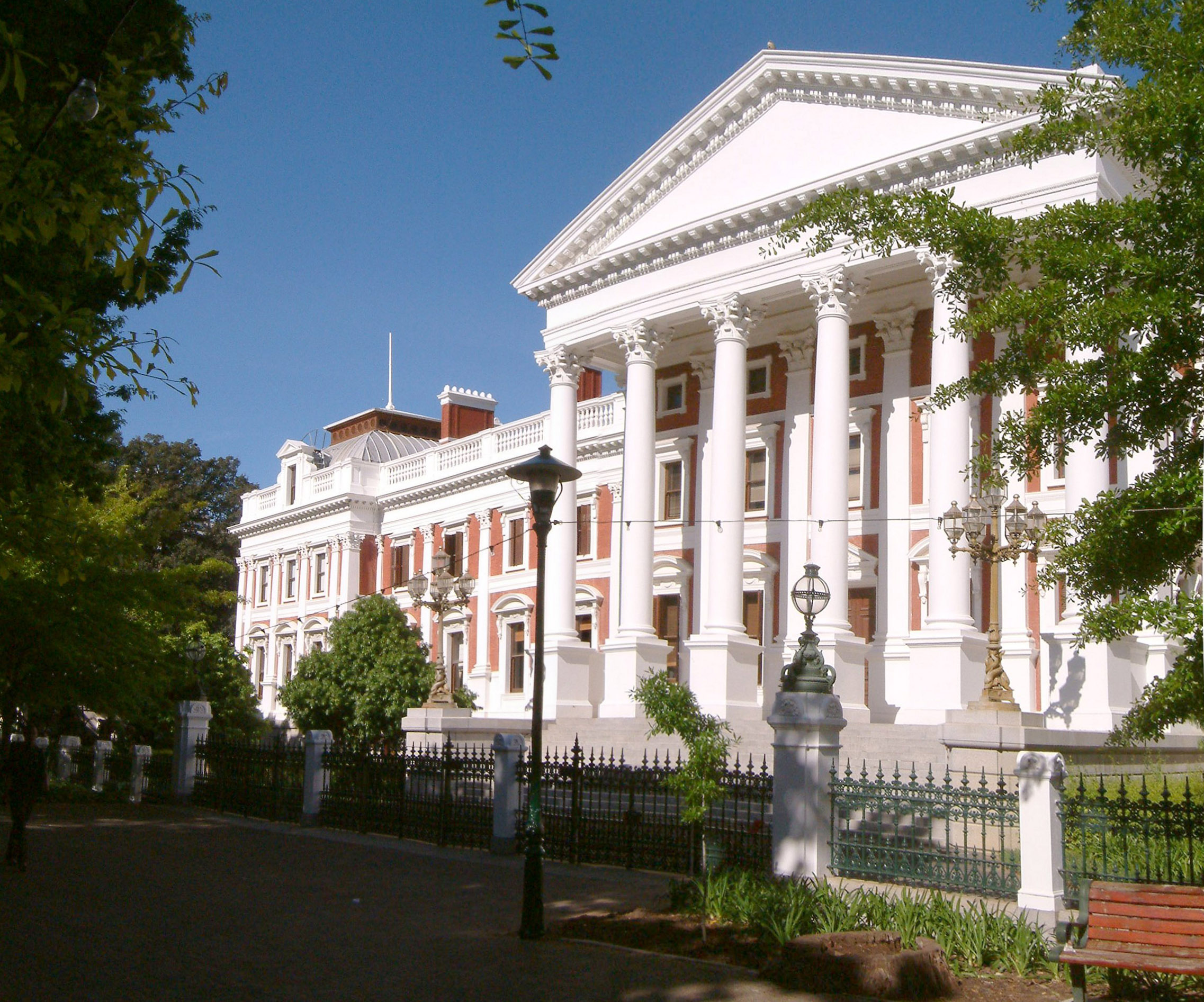
Les Chambres du Parlement au Cap.

Le Parlement bicaméral d'Afrique du Sud constitue la branche législative du gouvernement national. Il est composé de l'Assemblée nationale ( chambre basse ) et du Conseil national des provinces ( chambre haute ). L'Assemblée nationale se compose de 400 membres élus au suffrage universel au moyen d'un système de représentation proportionnelle sur liste des partis . 
Le président est élu par les membres de l'Assemblée générale. Lors de l'élection, le président démissionne en tant que député et nomme un cabinet de ministres parmi les membres. Les ministres conservent  leurs sièges parlementaires.

## Exécutif

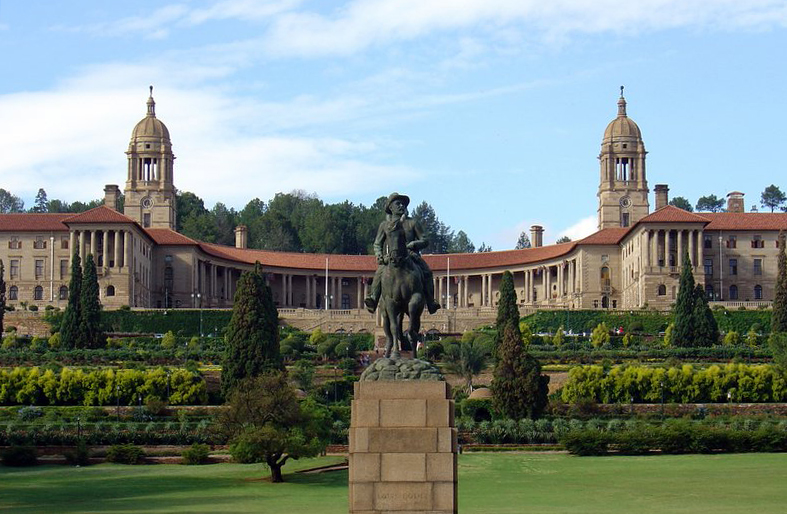
Les édifices de l'Union, siège de l'exécutif national

Le président, le vice-président et les ministres constituent la branche exécutive du gouvernement national. Les ministres sont des députés nommés par le président pour diriger les différents ministères du gouvernement national. Le président est élu par le parlement parmi ses membres.

## Judiciaire
La troisième branche du gouvernement national est un système judiciaire indépendant. Le pouvoir judiciaire interprète les lois, en se basant sur les lois  promulguées et sur les déclarations explicatives faites à l’Assemblée législative lors de leur adoption. Le système juridique est basé sur le droit romano-néerlandais et la common law anglaise et accepte la juridiction de la CIJ, avec des réserves. La charte des droits de la constitution prévoit une procédure régulière et le droit à un procès public équitable dans un délai raisonnable. 
- Magistrates Courts : Le tribunal des affaires civiles, niveau le plus bas du système judiciaire.

## Gouvernement provincial
Les gouvernements provinciaux des neuf provinces d'Afrique du Sud ont leurs propres pouvoirs exécutif et législatif, mais pas de systèmes judiciaires distincts. Dans chaque province, le pouvoir législatif se compose d'une législature provinciale, composée  de 30 à 80 membres, qui est élue selon une représentation proportionnelle sur la liste des partis . La législature élit l'un de ses membres au poste de premier ministre pour diriger le pouvoir exécutif, et le premier ministre nomme entre cinq et dix membres du corps législatif en tant que conseil exécutif (un cabinet) pour diriger les divers ministères du gouvernement provincial.

## Gouvernement local
Le gouvernement local en Afrique du Sud se compose de municipalités de différents types. Les plus grandes régions métropolitaines sont régies par des municipalités métropolitaines, tandis que le reste du pays  est divisé en municipalités de district, chacune composée de plusieurs municipalités locales. Après les élections municipales du 18 mai 2011 il y a huit municipalités métropolitaines, 44 municipalités de district et 226 municipalités locales. 
Les municipalités sont dirigées par des conseils municipaux élus tous les cinq ans. Les conseils des municipalités métropolitaines et locales sont élus par un système de représentation proportionnelle mixte, tandis que les conseils des municipalités de district sont en partie élus par de représentation proportionnelle et en partie nommés par les conseils des municipalités locales constituantes.

## Opposition
Dans chaque corps législatif, le parti ou la coalition de partis détenant la majorité des sièges forme le gouvernement. Le plus grand parti n'appartenant pas au gouvernement est reconnu comme opposition officielle.